# 广西柳州鲤鱼嘴遗址展示保护馆
广西柳州鲤鱼嘴遗址展示保护馆位于中华人民共和国广西壮族自治区柳州市鱼峰区龙潭公园内，展示保护馆占地571平方米，其中建筑面积480平方米。展示保护馆展出出土自鲤鱼嘴遗址的百余件文物，目前展示保护馆归柳州白莲洞洞穴科学博物馆管理。

## 建设背景

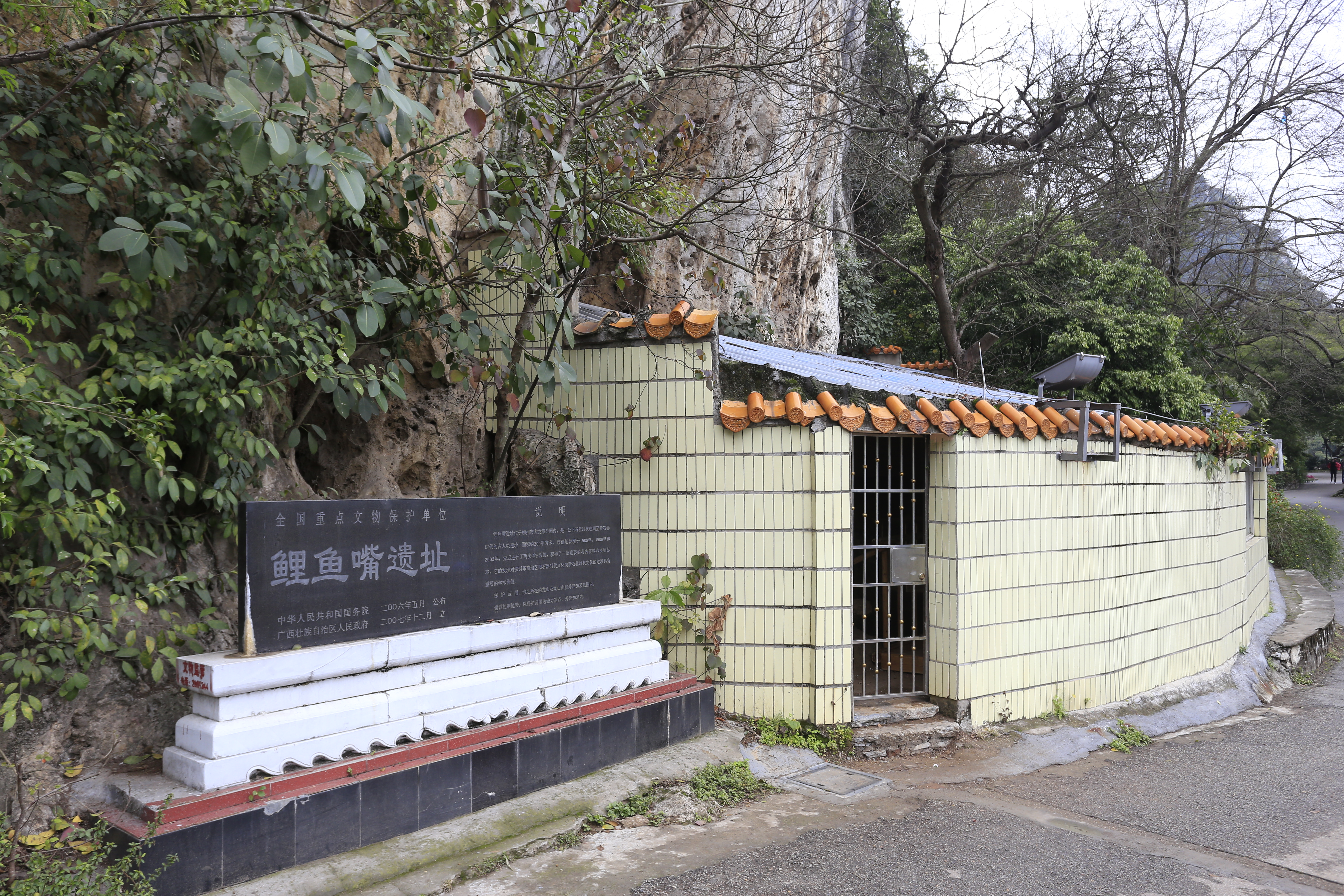
鲤鱼嘴遗址（摄于2014年3月）

鲤鱼嘴遗址是一处发现于1980年的贝丘遗址，为一处旧石器时代向新石器时代过渡时期至新石器时代的遗址，遗址面积约200余平方米。遗址在1980年10月至11月和2003年10月至11月经历了两期发掘，出土两千余件文物，并发现6座墓葬。从该遗址发现的人骨被称为“大龙潭人”。2006年，遗址被列为中华人民共和国全国重点文物保护单位。

## 建设和设计
早于2016年展示保护馆项目已经立项完成，2017年初步设计完成。此后于2019年进行了项目调整，2021年又调整了初步设计，2023年7月展示保护馆开始建设。同年8月钢结构基本成型，项目建设时外扩改建了新道路。2025年1月15日，广西柳州鲤鱼嘴遗址展示保护馆建成开馆。展示保护馆因应“山石共生”的设计理念采用了钢结构外挂轻质水泥板建筑工艺，建筑本体与自然环境相融合，仿佛生自山崖中一般。为达到与自然环境相融合的效果，建筑采用了仿山岩材质并以真石造景和攀爬植被覆盖。

## 展览和作用
广西柳州鲤鱼嘴遗址展示保护馆将百余件文物以“他从远古走来——柳州鲤鱼嘴遗址陈列”主题分布在480平方米的面积内。该主题的三个单元为“他们是谁”“他们的生活”“他们与我们”，展览以第三人称探秘的形式，向游客揭示“大龙潭人”的生产生活方式及其身世演化。展品包括石器、骨器、动物化石等。展示保护馆的建成为鲤鱼嘴遗址的考古研究和保护利用提供了平台，同时标志着柳州市在历史文化名城建设和文物保护方面的进步。